# Elizabeth Price
Elizabeth Nicole Price, spesso soprannominata «Ebee» (Plainfield, 28 maggio 1996), è una ginnasta statunitense.

## 2012: Trofeo Città di Jesolo; Campionati Nazionali; Olympic Trials; Coppe del Mondo
La Price inizia il suo primo anno da senior con una competizione al Parkette Invitational, realizzando un 10 perfetto al volteggio. Conclude prima su ogni attrezzo, eccetto alla trave, dove si classifica seconda. Viene scelta per il secondo anno consecutivo per rappresentare l'America al Trofeo Città di Jesolo in Italia, dove la squadra difende il suo titolo finendo al primo posto. Individualmente è la seconda al volteggio, quinta e sesta rispettivamente al corpo libero e nel concorso individuale, settima alle parallele e diciassettesima alla trave. 
Compete poi agli US Classics dove si classifica seconda al volteggio, quarta alle parallele, ventesima alla trave e undicesima al corpo libero, e quinta nel concorso generale. Questi punteggi le permettono di qualificarsi per i Campionati Nazionali. Durante la prima giornata di competizione, si classifica seconda al volteggio, settima alle parallele, nona alla trave, sesta al corpo libero e quinta nel concorso individuale. Nella seconda giornata invece, è sempre seconda al volteggio, ottava e nona rispettivamente a parallele e trave, e quinta al corpo libero e nel concorso individuale. 
La Price compete poi agli Olympic Trials e si classifica quarta nel concorso generale, ma solo chi si qualifica per primo ha la garanzia di un posto nella squadra che partirà per Londra. Viene scelta come riserva insieme ad Anna Li e Sarah Finnegan. 
Partecipa poi al Kellogg's Tour of Gymnastics Champions da settembre a novembre.
La Price compete poi alle due tappe di World Cups, la prima a Stoccarda a fine novembre, la seconda a Glasgow a dicembre. A Stoccarda, vince il concorso individuale, volteggio e parallele e si classifica seconda al corpo libero e quarta alla trave. A Glasgow, vince il concorso individuale e gli altri quattro attrezzi.

## 2013: Campionati Nazionali; Coppa del Mondo di Stoccarda; Coppa del Mondo di Glasgow
L'11 di gennaio viene annunciata la partecipazione della Price all'AT&T American Cup nel mese di marzo. Tuttavia, la Price rinuncia alla competizione due settimane più tarde a causa di uno strappo muscolare. 
Anche se la Price inizialmente aveva detto che avrebbe gareggiato su due attrezzi agli US Classic, decide poi di rinunciare alla competizione. Si qualifica comunque automaticamente per i Campionati Nazionali, essendo un membro della squadra nazionale. Gareggia soltanto al volteggio, dove esegue un DTY, e alle parallele, dove si classifica ottava. Durante il collegiale di settembre di selezione ai Mondiali di Anversa, viene scelta come riserva. 
Nel mese di settembre viene ammessa alla Stanford University.
In inverno, viene annunciata la sua partecipazione al Mexico Open e alle tappe di Coppa del mondo a Stoccarda e Glasgow. Tuttavia, deve rinunciare alla partecipazione al Mexico Open in quanto coincidente con la tappa di Coppa del mondo di Stoccarda. Difende il suo titolo a Stoccarda, con uno 0.034 di distanza dalla seconda classificata, la rumena Larisa Iordache. A Glasgow, cade dal suo Amanar al volteggio, ma vince comunque la medaglia d'argento dietro la Iordache. 

## 2014: il ritiro dalle competizioni maggiori
Nel mese di gennaio la Price sostituisce all'American Cup la connazionale Kyla Ross, ritiratasi a causa di un infortunio. Conduce quattro esercizi puliti e vince il titolo davanti alla compagna di nazionale Brenna Dowell. Più tardi nello stesso mese, viene convocata a far parte della squadra americana per i Pacific Rim Championships. Qua vince la medaglia d'oro a squadra, nel concorso individuale, alle parallele asimmetriche e al corpo libero e la medaglia di bronzo alla trave.
Il 24 aprile la Price annuncia il suo ritiro dalla squadra nazionale, avendo deciso di iscriversi all'Università di Stanford e di gareggiare con la squadra universitaria.